# Club de Yates de Wurtemberg
El Club de Yates de Wurtemberg (Württembergischer Yacht-Club en idioma alemán) es un club náutico en Friedrichshafen. Está localizado a orillas de las agradables aguas del lago de Constanza, Alemania. Este club fue fundado en enero de 1911 como Real Club de Yates de Wurtemberg ("Königlich Württembergischer Yacht-Club").

## Historia
El WYC fue fundado en enero de 1911 y originalmente inscrito en el registro local de Tettnang como Real Club de Yates de Wurtemberg ("Königlich Württembergischer Yacht-Club" en alemán), bajo el patronazgo del rey Guillermo II de Wurtemberg. Poco después de su creación, fue construido un pequeño edificio como sede.
A pesar de vivir en un reino sin salida al mar, el rey Guillermo era un entusiasta de la navegación. Tenía una visión de un Flota germana penetrando profundamente en el país a través de los ríos. El rey fue instrumental en la fundación del Württembergischer Yacht Club. Este movimiento siguió con la creación de clubes náuticos en los reinos vecinos de Baviera, Austria y Baden en ese tiempo.
En 1918, el rey Guillermo fue depuesto del trono junto con el resto de monarcas reinantes alemanes en la Revolución de Noviembre (en alemán: Novemberrevolution). En 1920, a pesar de los estragos de la I Guerra Mundial, el club tenía 358 miembros. El viejo rey Guillermo II, el fundador del club, murió el 2 de octubre de 1921.
En 1937, durante el gobierno nazi en Alemania, la Oficina para el Deporte del Reich suprimió el poder y libertad de todas las asociaciones deportivas alemanas. Como resultado, el Württembergischer Yacht Club fue obligado a fusionarse ("Einverleibt") con otros clubes náuticos alemanes, siendo los más destacados entre ellos el Kaiserlicher Yacht Club de Kiel y el Club Náutico de Baviera (Bayerischer Yacht-Club) de Múnich para formar una entidad masiva, el Yacht-Club von Deutschland (Club Náutico de Alemania).
Los miembros de la Casa de Wurtemberg, la antigua familia reinante de Wurtemberg, todavía se encuentran estrechamente involucrados con el club, el título honorario de comodoro del Württenberg Yacht Club fue primero sostenido por el rey Guillermo II y pasó más tarde al Alberto, duque de Wurtemberg, después a su hijo Felipe Alberto, duque de Wurtemberg y eventualmente al hijo de este último, Carlos, duque de Wurtemberg y jefe de la casa real de Wurtemberg, el actual comodoro honorario del Club de Yates de Wurtemberg.

## Logros deportivos
- En las Olimpiadas de verano de 1976 los hermanos Jörg y Eckart Diesch ganaron la medalla de oro en la clase Flying Dutchman en aguas de Kingston, Canadá. Esta fue la cuarta vez que el equipo alemán de vela alcanzaba el oro olímpico desde 1900.
- En 1978 Albert y Rudolf Batzill ganaron el campeonato del mundo en categoría Flying Dutchman en aguas de la isla de Hayling, Reino Unido.